# Heterixalus boettgeri
Heterixalus boettgeri is een kikker uit de familie van de rietkikkers (Hyperoliidae). De soort werd beschreven door François Mocquard in 1902. De soort is vernoemd naar de Duitse zoöloog Oskar Boettger, die de kikker op zijn beurt vernoemde naar Mocquard in het synoniem Megalixalus mocquardi.
De kikker is endemisch in Madagaskar. De soort komt ook voor op Île Sainte-Marie.

## Synoniemen
- Heterixalus mocquardi (Boettger, 1913)
- Megalixalus boettgeri Mocquard, 1902
- Megalixalus mocquardi Boettger, 1913